# Darkest Era
Darkest Era sind eine britische Heavy-Metal-Band.

## Geschichte
Die Band wurde 2005 in Nordirland unter dem Namen Nemesis gegründet, benannte sich jedoch 2007 in Darkest Era um. Nach einer Demoaufnahme in Eigenregie noch unter dem alten Bandnamen konnten Darkest Era für ihre erste offizielle Veröffentlichung The Journey Through Damnation das deutsche Label Northern Silence/Eyes Like Snow gewinnen. Im Sommer 2008 spielte die Band auf dem Day-of-Darkness-Festival, dem größten Heavy-Metal-Festival Irlands. Im Februar 2009 spielten Darkest Era in Würzburg ihren ersten Auftritt außerhalb Großbritanniens und Irlands.
2011 erschien das Debütalbum The Last Caress of Light bei Metal Blade Records.
Für Ende 2012 ist die Band als Support für die Folk-Metal-Band Arkona bei ihrer Europatour bestätigt.

## Stil
Ihre Musik erinnert stilistisch an Bathory und Primordial, jedoch klingt Sänger Dwayne Maguire melodischer als der Primordial-Frontmann Alan Nemtheanga. Die Band selbst bezeichnet ihren Stil als Celtic Metal.

## Diskografie
- 2006: Nemesis (Demo)
- 2008: The Journey Through Damnation (EP)
- 2010: The Oaks Sessions (EP)
- 2011: The Last Caress of Light
- 2014: Severance
- 2015: Gods and Origins (EP)
- 2022: Wither On The Vine